# Rincones de la Pradera
Rincones de la Pradera är en ort i Mexiko.   Den ligger i kommunen Purísima del Rincón och delstaten Guanajuato, i den centrala delen av landet, 300 km nordväst om huvudstaden Mexico City. Rincones de la Pradera ligger 1 813 meter över havet och antalet invånare är 881.
Terrängen runt Rincones de la Pradera är platt åt sydväst, men åt nordost är den kuperad. Runt Rincones de la Pradera är det mycket tätbefolkat, med 1 313 invånare per kvadratkilometer. Närmaste större samhälle är León de los Aldama, 16,7 km nordost om Rincones de la Pradera. Trakten runt Rincones de la Pradera består till största delen av jordbruksmark.